# People Come People Go
"People Come People Go" là một ca khúc nhạc house được biểu diễn bởi DJ người Pháp David Guetta hợp tác với Chris Willis. Đây là đĩa đơn thứ ba trích từ album phòng thu đầu tay của Guetta, Just a Little More Love.

## Video âm nhạc
Có một video âm nhạc cho "People Come People Go", nhưng trong video này không có sự xuất hiện của David Guetta hay Chris Willis.

## Danh sách ca khúc
1. People Come People Go (Radio Edit)
2. People Come People Go (Extended Remix)
3. People Come People Go (Mekaniko Mix)
4. People Come People Go (Dancefloor Killa Mix)
5. People Come People Go (Mekaniko Radio Edit)

## Xếp hạng
| Chart (2002)         | Peak position |
| -------------------- | ------------- |
| French Singles Chart | 42            |
| Swiss Singles Chart  | 54            |